# Setaria poiretiana
Setaria poiretiana là một loài thực vật có hoa trong họ Hòa thảo. Loài này được (Schult.) Kunth miêu tả khoa học đầu tiên năm 1829.